# Josep Bonet
Josep Bonet i Bertran, también conocido como Pep Bonet (Barcelona, 1941) es un arquitecto y diseñador español.

## Trayectoria
Estudió en la Escuela de Arquitectura de Barcelona, donde fue profesor entre 1975 y 1978.
En 1964 fundó la firma Studio PER junto a Òscar Tusquets, Lluís Clotet y Cristian Cirici; con este último formó un tándem profesional durante varios años. En su obra inicial estos arquitectos denotan la influencia del pop-art y de Robert Venturi, hecho que los decantará hacia la arquitectura posmoderna. Una de sus primeras obras fue el edificio Tokyo (1972-1974).
En 1972 fue miembro fundador de la empresa de diseño BD Barcelona Design.
En 1983 Òscar Tusquets y Lluís Clotet prosiguieron su carrera en solitario, mientras que Cirici y Bonet han seguido colaborando esporádicamente (remodelación del Museo de Zoología, 1989), y también han realizado obras en solitario.
Entre 1983 y 1985 se encargó de la remodelación de la plaza del Universo, en el recinto de la Feria de Barcelona en Montjuïc.
En 1991 construyó el Palacio de Deportes de Granollers, donde se realizaron las competiciones de balonmano en los Juegos Olímpicos de Barcelona de 1992.